# مروان قنوع
مروان قنوع، (1946 - 29 شباط 2020) فنان ومخرج سوري من مواليد دمشق، وأحد رواد المسرح والإذاعة في سوريا ، وعضو مؤسس في نقابة الفنانين بسوريا، وعضو مؤسس أيضًا في فرقة مسرح دبابيس التي أسسها الأخوة قنوع.

## أسرته
المخرج مروان مصطفى قنوع من أسرة فنية بامتياز، فهو والد الفنان محمد قنوع، وابنه الصغير إبراهيم يعمل في التلفزيون مساعداً للإخراج، وهو شقيق الفنانين المسرحيين هاشم وعمر وأحمد وعدنان والخطاط محمد، ووالده كان عازف ترومبيت، وابن أخيه أحمد زهير أحمد قنوع يعمل مخرجاً تلفزيونيًا.

## مسيرته المهنية

### في المسرح
بدأ العمل في المسرح عام 1958 في مسرحية «صرخة دمشق» بالفرقة العربية للتمثيل والغناء مع الفنان الراحل صبري عياد، كما عمل في فرقة المسرح الحر لصالح المجهود الحربي 1969 بعدة أعمال منها «شركة الكل» و«لف ودوران».
وعمل في فرقة المسرح الطليعي مع الكاتب الراحل أحمد قبلاوي والمخرج الفنان طلحت حمدي في عدة أعمال، منها «ليلة ما بتتعوض»، «أول فواكي الشام يا فانتوم»، «طرة ولا نقش».
انتقل للعمل في مسرح دبابيس سنة 1974 المعروف بفرقة الأخوين قنوع مع الكثير من الفنانين الكبار ومنهم أخوته: أحمد (مؤلفًا)، عمر (مخرجًا)، هاشم (ممثلاً)، رفيق سبيعي، فهد كعيكاتي (أبو فهمي)، أنور البابا (أم كامل)، ميليا فؤاد، يوسف شويري، واستمر في هذه الفرقة مشاركاً بمسرحيات عدة وصل عددها إلى 55 مسرحية منها «العز للرز»، «بين حانا ومانا»، «المنافيخ».

### في الإذاعة
عمل في إذاعة دمشق مخرجا للبث المباشر منذ أن أسس برنامج «معكم على الهواء» عام 1982، كما عمل مخرجاً لكثير من المسلسلات الإذاعية والبرامج الإذاعية، ومنها البرنامج المسرحي الإذاعي الذي يهتم بالمسرح المحلي والعربي والعالمي «آفاق مسرحية» والمسلسل الشهير «يوميات عائلية» (تأليف عبد الكريم إسماعيل، بطولة وفاء موصللي وعصام عبه جي)، وشغل منصب رئيس دائرة التمثيليات في إذاعة دمشق، ورئيساً لدائرة المنوعات، وكان عضواً في لجنة البرامج الإذاعية، وعضواً في اللجان الفاحصة في نقابة الفنانين.

## جوائز
شارك في العديد من المهرجانات العربية، ونال العديد من الجوائز الذهبية والفضية والتقديرية في مهرجانات عربية ودولية.
فقد نال جائزة الإبداع الذهبي في مهرجان القاهرة العاشر للإذاعة والتلفزيون سنة 2004 عن المسلسل التاريخي «المرقش الأكبر» للكاتب خالد حموري.
وكرّم في الدورة الرابعة عشرة لمهرجان دمشق المسرحي عام 2008.